# Edvin Ryding
Lars Edvin Folke Ryding (* 4. Februar 2003 in Östermalm, Stockholm) ist ein schwedischer Schauspieler. In der Netflix-Serie Young Royals (2021–2024) verkörperte er Prinz Wilhelm von Schweden. 

## Leben
Sein Fernsehdebüt gab er 2009 in der Mini-Serie Mannen under trappan als Fabian Kreutz. In Kronjuvelerna mit Alicia Vikander war er 2011 als junger Richard Persson zu sehen, während Bill Skarsgård diese Rolle in höherem Alter verkörperte. Von 2012 bis 2014 spielte er in der schwedischen Fernsehfilmreihe Ein Fall für Annika Bengtzon die Rolle des Kalle. In der deutschsprachigen Fassung wurde er von Nando Schmitz synchronisiert.
2013 hatte er in Biciklo – Das Superfahrrad eine Hauptrolle als Valle. Weitere Serienrollen übernahm er in Fröken Frimans krig (2013–2017) als Gunnar Andersson, in Bastuklubben (2014) sowie in Storm på Lugna gatan (2018) als Sylvester. Ab 2015 verkörperte er in der schwedischen Dramaserie Gåsmamman an der Seite von Alexandra Rapaport und Magnus Roosmann als seine Filmeltern die Rolle des Linus Ek. In der Serie Einfach Liebe – Onlinedates und Neuanfänge war er 2019/20 als Viktor zu sehen. 2020 spielte er in der Folge Schutzlos der Krimiserie Maria Wern, Kripo Gotland die Rolle des Elliot Brodin.
In der im Juli 2021 veröffentlichten Netflix-Serie Young Royals von Lisa Ambjörn hatte er eine Hauptrolle als schwedischer Prinz Wilhelm. 2022 listete Forbes ihn als einen der 30 Under 30 in der Kategorie Entertainment. Im Thriller Der Abgrund (2023) von Richard Holm spielte er an der Seite von Tuva Novotny als Frigga deren Sohn Simon. In dem im Mai 2024 auf Netflix veröffentlichten Film Ein Teil von dir mit  Zara Larsson übernahm er die Rolle des Noel. 2025 gibt Edvin Ryding sein Hollywood-Debüt im Film 28 Years Later von Regisseur Danny Boyle. Ebenfalls verkörpert Ryding eine Hauptrolle in der Arte-Serie A Life’s Worth. Für den Film The Hunger Games: Sunrise on the Reaping wurde er als Vitus besetzt.

## Filmografie (Auswahl)
- 2009: Mannen under trappan (Mini-Serie)
- 2011: Kronjuvelerna
- 2011: The Stig-Helmer Story
- 2013: IIRL
- 2013: Biciklo – Das Superfahrrad (Biciklo – Supercykeln, Fernsehserie)
- 2012–2014: Ein Fall für Annika Bengtzon (Annika Bengtzon)
- 2014: Bastuklubben (Fernsehserie)
- 2016: Om allt vore på riktigt (Kurzfilm)
- 2013–2017: Fröken Frimans krig (Fernsehserie)
- 2018: Storm på Lugna gatan (Fernsehserie)
- 2019–2020: Einfach Liebe – Onlinedates und Neuanfänge (Älska mig, Fernsehserie)
- 2020: Maria Wern, Kripo Gotland – Schutzlos/En orättvis rättvisa (Fernsehserie)
- 2015–2024: Gåsmamman (Fernsehserie)
- 2021–2024: Young Royals (Fernsehserie)
- 2023: Der Abgrund (Avgrunden)
- 2024: Ein Teil von dir (En del av dig)
- 2025: A Live's Worth (Fernsehserie)
- 2025: 28 Years Later

## Auszeichnungen
Internationales Filmfestival von Stockholm
- 2021: Auszeichnung als Rising Star[11]

Gaygalan Awards
- 2022: Best Duo (zusammen mit Omar Rudberg)
- 2023: TV Star of the Year

Kristallen
- 2022: Bester Schauspieler[12]